# 도날 깁슨
도널 깁슨(Donal Gibson, 영어 발음: /doʊnəl/, 1958년 2월 13일 ~ )은 미국의 배우이다.

## 영화
- 파파라치 (2004년)
- 저스티스 리그 언리미티드 (2001년)
- 포카혼타스 2 (1998년)
- 파이널 컷 (1997년)
- 컨스피러시 (1997년)
- 브레이브하트 (1995년)
- 불멸의 연인 (1994년)
- 매버릭 (1994년)
- 위험한 향기 (1993년)
- 레지스탕스 (1992년)
- 암본의 심판 (1990년)
- 전쟁의 사상자들 (1989년)
- 응징자 (1989년)